# Asphyxia Noir
Asphyxia Noir (Methuen, Massachusetts; 27 de junio de 1989) es una actriz pornográfica retirada estadounidense.

## Biografía
Asphyxia Noir, nombre artístico de Felicia Delahoya, nació en junio de 1989 en la ciudad de Methuen, ubicada en el condado de Essex en el estado estadounidense de Massachusetts.
Entró en la industria pornográfica en 2009, con 20 años de edad. Ha trabajado para productoras del sector como Vivid, Evil Angel, Zero Tolerance, Pure Play Media, Voyeur Media, Girlfriends Films, Kink.com, Hustler o Wicked, entre otras.
En sus trabajos destaca por su aspecto visual de gótica.
Su debut como actriz porno fue en la película Girls Girls Girls 2, junto a Alexis Texas, Joanna Angel, Kimberly Kane, Misty Dawn, Penny Flame y Sasha Grey.
En 2011 participó en el videoclip de la canción Paradise Circus de la banda británica Massive Attack.
En 2013 recibió tres nominaciones en los Premios AVN a la Mejor Tease Performance por Extreme Public Adventures 6; a la Mejor escena de sexo lésbico en grupo por Meet Bonnie; y a la Mejor escena de masturbación por Asphyxia Heels the World.
Por la película Underworld en 2014 recibió dos nominaciones a Mejor escena de trío M-H-M en los AVN y a Mejor actriz de reparto en los Premios XBIZ.
Se retiró en 2015, habiendo grabado algo más de 120 películas, entre producciones originales y compilaciones.
Algunas películas de su filmografía son 3 Way, Beyond Fucked, Boundaries 8, Doppelganger, Girls Will Be Boys, Inked Angels 2, Lights Out, Lezbos! , Rooftop Lesbians, Virtual Footjobs, White Witch o Whores Of Darkness.

## Premios y nominaciones
| Año  | Ceremonia    | Resultado | Premio                                | Trabajo                     |
| ---- | ------------ | --------- | ------------------------------------- | --------------------------- |
| 2013 | Premios AVN  | Nominada  | Mejor Tease Performance               | Extreme Public Adventures 6 |
| 2013 | Premios AVN  | Nominada  | Mejor escena de sexo lésbico en grupo | Meet Bonnie                 |
| 2013 | Premios AVN  | Nominada  | Mejor escena de masturbación          | Asphyxia Heels the World    |
| 2013 | Sex Awards   | Nominada  | Estrella porno del año                | —                           |
| 2014 | Premios AVN  | Nominada  | Mejor escena de trío M-H-M            | Underworld                  |
| 2014 | Premios XBIZ | Nominada  | Mejor actriz de reparto               | Underworld                  |